# Doraemon: Nobita và chuyến phiêu lưu vào xứ quỷ (phim 2007)
Doraemon: Tân Nobita và chuyến phiêu lưu vào xứ quỷ - 7 dũng sĩ phép thuật (Nhật: ドラえもん のび太の新魔界大冒険～7人の魔法使い～) hay còn gọi là Doraemon the Magic là phim khoa học viễn tưởng thứ 27 trong xê-ri phim dài Doraemon. Phim được làm tại từ Doraemon: Nobita và chuyến phiêu lưu vào xứ quỷ (1984) bởi đạo diễn Teramoto Yukiyo và chính thức được ra mắt vào ngày 15 tháng 2 năm 2007. Câu chuyện bắt nguồn từ việc Nobita muốn biến giấc mơ thế giới phép thuật thành hiện thực. Cậu đã nhờ Doraemon dùng "Tủ điện thoại yêu cầu" thực hiện giấc mơ. Nhưng trớ trêu thay thế giới này lại không đẹp và yên bình như cậu nghĩ. Cậu phải cùng các bạn chống lại tên qủy vương Demaon để cứu lấy thế giới phép thuật. Trước khi công chiếu họa sĩ Okada Yasunori đã dành ba tháng để truyền tải phim thành tập truyện đăng trên tạp chí CoroCoro Comic. Ca khúc mở đầu phim là "Hagushichao" (ハグしちゃお, dịch nghĩa Hãy ôm nhau đi) do Natsukawa Rimi trình bày và ca khúc kết thúc là "Kakegae no Nai Uta" (かけがえのない詩, dịch nghĩa Bài hát không thể thay thế) do nhóm nhạc Mihimaru GT trình bày. Sau Nhật Bản, phim được trình chiếu tại một số quốc gia trên thế giới: Trung Quốc (chiếu rạp 22 tháng 1 năm 2008), Hàn Quốc (chiếu rạp 17 tháng 7 năm 2008), Đài Loan (chiếu rạp 25 tháng 7 năm 2008), Hồng Kông (chiếu rạp 7 tháng 8 năm 2008), Thái Lan (chiếu rạp 23 tháng 10 năm 2008), Tây Ban Nha (phát hành dạng DVD ngày 26 tháng 11 năm 2008) và Ấn Độ (phát sóng truyền hình 9 tháng 8 năm 2014. Tại Việt Nam, phim từng được TVM Corp. mua bản quyền và phát sóng dưới tựa Nobita và chuyến phiêu lưu vào xứ quỷ trên kênh HTV3 vào ngày 20 tháng 9 năm 2013 bài hát mở đầu là "Hãy ôm chặt tay nhau" do Huyền Chi trình bày và ca khúc kết thúc là "Xin luôn có nhau" do Huyền Chi và Tiến Đạt trình bày.
Một trò chơi điện tử dựa trên phim được Sega phát triển và phát hành vào ngày 8 tháng 3 năm 2007 dựa trên nền tảng Nintendo DS mang tên Doraemon: Tân Nobita và chuyến phiêu lưu vào xứ quỷ - 7 nhà phép thuật DS

## Nội dung

Bìa truyện Tân Nobita và chuyến phiêu lưu vào xứ quỷ - 7 nhà phép thuật

Mở đầu câu chuyện là Giáo sư Mangetsu, một nhà vật lý thiên văn Nhật Bản và con gái của ông, Miyoko, được thông báo và giật mình về cách tiếp cận của một lỗ đen khổng lồ trước đó đã phá hủy tàu thăm dò không gian Voyager 5. Người ta xác nhận rằng lỗ đen này sẽ phá hủy hoàn toàn Trái Đất.
Chán nản vì vô số vấn đề ở trường và ở nhà, Nobita tự hỏi liệu cuộc sống của mình có dễ dàng hơn không nếu phép thuật thực sự tồn tại. Tuy nhiên, Doraemon nói rằng phép thuật chỉ là một sự mê tín và không có cách nào thế giới như vậy có thể được tạo ra. 
Cùng lúc đó khi họ trở lại phòng, một bức tượng Doraemon từ trên trần nhà rơi xuống, khiến cả hai đều ngạc nhiên. Khi họ khắc phục vấn đề, Jaian và Suneo gọi cho họ, tìm thấy một bức tượng Nobita khác ở bãi đất trống. Doraemon và Nobita bối rối và chọn để những bức tượng này ở sân sau nhà của họ. Vào ban đêm, gia đình ngạc nhiên khi những bức tượng xuất hiện bên trong ngôi nhà. Doraemon và Nobita không có thời gian để tìm ra sự thật, vì vậy họ chỉ đơn giản là đặt những bức tượng này vào túi thần kỳ của Doraemon. Vào nửa đêm, Doraemon đột nhiên bị đau bụng và đi đến thế kỷ 22 để kiểm tra. Tuy nhiên khi đến nơi, cơn đau đã hết và Doraemon trở lại hiện tại mặc dù bị Doraemi và Sewashi ngăn cản. Khi trở về,  Nobita đã nói với Doraemon rằng có thể sử dụng Tủ điện thoại yêu cầu để biến thế giới thành Thế giới phép thuật. Thế giới này không có gì khác, ngoại trừ việc mọi người đều sử dụng phép thuật. 
Nobita vì không biết sử dụng phép thuật nên bị các bạn cười chê, vì phép thuật cũng giống như khoa học, là thứ cậu cần phải học. Cậu lại buồn chán, và muốn trở lại thế giới bình thường. Nhưng vì Jaian và Suneo trêu chọc cậu và khoe có chổi đẹp, cậu lại có động lực và bắt đầu luyện tập phép thuật. Trong khi học phép thuật, cuối cùng Nobita cũng học được một hình thức phép thuật nhất định để nâng váy của Shizuka lên, và điều này khiến cô tức giận. Sau đó, cả nhóm nhìn thấy một vật thể rơi xuống Trái đất. Họ bay đến đó để kiểm tra địa điểm xảy ra mà vật thể đó rơi.
Jaian và Suneo cưỡi chổi vào rừng chơi và phát hiện thấy cây cối trong rừng bị thiêu rụi. Họ đặt câu hỏi về việc liệu vật thể vừa rơi xuống có gây ra chuyện đó hay không. Cùng lúc đó, nhóm Nobita, Doraemon và Shizuka cũng có mặt. Đột nhiên có một con khỉ xuất hiện và dùng phép thuật làm Jaian và Suneo bị thương. Họ được Miyoko cứu. Mọi người được Miyoko mời về nhà chơi và được Tiến sĩ Mặt Trăng (Magettsu) - bố của Miyoko - tiết lộ về việc ma quỷ là một sự tồn tại đã từng mang lại phép thuật cho loài người, đồng thời, ma quỷ cũng chính là đến từ Hành tinh địa ngục. Và vợ anh ta (mẹ của Miyoko) đã từng đánh đổi cả tính mạng của mình cho ma quỷ để cứu mạng sống của Miyoko lúc nhỏ, và do ảnh hưởng đó, Hành tinh địa ngục đã đến gần Trái Đất và cuộc xâm lược Trái Đất của ma quỷ bắt đầu. Chỉ có cuốn sách Văn tự cổ ("Lịch sử Ma giới") mới có thể có cách chặn đứng hành động này, nó được giấu ở đâu đó bởi một người đàn ông tên là Narniades. Doraemon sau đó đã dùng Bánh mì chuyển ngữ để giúp ông dịch những chữ cổ trong cuốn tài liệu ghi chép về cuốn sách, và do đó ông tìm ra được nơi cất giữ cuốn sách.
Sau khi nghe câu chuyện, Nobita và Doraemon cố gắng khôi phục thế giới để trở lại trạng thái bình thường. Nhưng khi về đến nhà, họ thấy Tủ điện thoại yêu cầu đã bị mẹ họ vứt bỏ ra bãi rác và khi cả hai đi tìm thì phát hiện ra nó đã bị hỏng. Cả hai xảy ra cãi vã. Cũng vào tối hôm ấy, khi hai bố con tiến sĩ đang bàn chuyện về tài liệu nói về cuốn sách thì bị Medusa hóa phép phá hủy ngôi nhà, làm xảy ra một trận động đất. Sau khi xem tin tức về trận động đất và thiên tai trên truyền hình, Doraemon và Nobita đến nhà của Miyoko. Trên đường đi, cả hai làm hòa về chuyện tủ điện thoại. Khi đến nơi thì thấy một cảnh hoang tàn, nhà của Miyoko đã biến mất, có một con chuột đeo vòng cứ bám theo Nobita làm Doraemon sợ chết khiếp. Sau đó có một con rồng sử dụng phép thuật tấn công Doraemon và Nobita. Doraemon sau đó đã đánh bại con rồng. Rồi cả hai gặp Miyoko. Cô sau đó tiết lộ rằng cha cô đã bị bắt và bị đưa đến Hành tinh địa ngục, và cô đã trốn thoát vì may mắn. Cô sau đó muốn cả hai giúp đỡ cứu cha cô, nhưng cuối cùng, cô ấy quyết định rời đi một mình vì cô ấy không muốn gây nguy hiểm cho bạn bè của mình. Cô muốn đi tìm cuốn Văn tự cổ để đánh bại lũ yêu ma, cứu cha mình.
Nobita đến trường bàn chuyện về việc Miyoko đi một mình đến Hành tinh địa ngục. Khi trở về nhà, con chuột đeo vòng đã vào phòng của Nobita qua cửa sổ, nhưng sau đó bị Doraemon đuổi đi. Cũng vào lúc đó, Nobita nhận được thư của Miyoko cùng với cuốn tài liệu ghi chép về cuốn Văn tự cổ. Cả nhóm Doraemon sử dụng cánh cửa thần kỳ để đi đến chỗ của Miyoko, cùng vượt qua lũ yêu ma đến hang cất giữ cuốn sách. Miyoko và Doraemon ở bên ngoài, còn những người còn lại vào hang tìm cuốn sách. Trong khi tìm kiếm cuốn sách, Nobita lại vô tình sử dụng phép thuật để nhấc váy của Shizuka lên trước mặt mọi người. Điều này dẫn đến việc cậu bị đẩy và vô tình nhấn vào một nút ẩn để lộ lộ sách. Tuy nhiên, khi họ ra khỏi hang với cuốn sách trên tay, Miyoko tấn công Jaian để cướp lấy cuốn sách. Cô sau đó loại bỏ sự ngụy trang của mình và hiện hình là Medusa, một con quỷ dưới sự kiểm soát của quỷ vương. Cả nhóm Doraemon phát hiện ra họ đã bị lừa. Do cô ta không thể tiếp cận cuốn sách dưới sự bảo vệ của nguồn năng lượng chống quỷ, vì vậy cô đã giả dạng làm Miyoko và lợi dụng nhóm của Doraemon để giúp cô ta lấy đi cuốn sách bí mật. Cô tạo ra các tảng băng, cố gắng giết nhóm bằng cách đóng băng cả năm đứa.
Nhưng cô ta không ngờ rằng Doraemon có Huy hiệu bốn mùa, cứu cả nhóm thoát khỏi tảng băng. Và Jaian còn phát hiện có đến hai cuốn Văn tự cổ (cuốn của Dimarian - Quỷ Vương giữ nói về bí mật của Mặt Trăng; cuốn của nhóm Nobita nói về bí mật của Hành tinh Địa Ngục và cách đánh bại Quỷ Vương). Con chuột đeo vòng cổ mò đến. Đó chính là Miyoko thực sự, cô bị bọn yêu ma biến thành chuột. Ánh trăng sau đó chiếu vào con chuột đeo vòng và sau đó con chuột đeo vòng đã hiện hình thành Miyoko. Cô sau đó tiết lộ về việc ba cô bị bắt và cô đã trốn thoát, nhưng bị bọn yêu ma phát hiện và biến cô thành chuột. Không lâu sau đó Miyoko lại bị hoá thành chuột trở lại. Suneo, Jaian và Shizuka tìm mọi cách hóa phép cho Miyoko biến thành mèo. Sau đó, cả nhóm bạn cùng lên đường đến Hành tinh Địa Ngục.
Nhóm đã phải vượt qua nhiều khó khăn, cuối cùng cũng đột nhập được vào lâu đài Quỷ và gặp Quỷ Vương Dimarian, nhưng sau đó bị phát hiện mặc dù đã tàng hình. Với những phi tiêu bạc và sự trợ giúp của Đèn ánh trăng, cả nhóm đã ném liên tục phi tiêu vào ngực hắn vì biết rằng đó là điểm yếu của Demaon, tuy nhiên không có tác dụng. Thì ra trái tim của Dimarian không ở trong người hắn mà nằm ở ngoài vũ trụ. Nhóm Doraemon phải rút lui, chạy theo nhiều hướng để phân tán lực lượng. Chỉ có Nobita, Doraemon và Miyoko trốn thoát trong khi những người còn lại bị bắt và nhốt bên trong lâu đài. 
Miyoko trước khi lên đường chiến đấu một mình, đã căn dặn Nobita phải trốn về khu rừng. Nobita lo lắng cho Miyoko nhưng cô cho rằng cô không còn cảm thấy đơn độc và sợ hãi. Trong tuyệt vọng, Nobita và Doraemon nghĩ đến việc sử dụng cỗ máy thời gian để quay về quá khứ để ngăn Nobita gọi Tủ điện thoại yêu cầu. Thật không may, Medusa phát hiện và đuổi theo. Trong khi sử dụng cây chổi để trốn thoát, cả hai đã bị Medusa hóa thành tượng đá. Những bức tượng nảy rơi xuống phòng của Nobita và bãi đất trống. Do sức mạnh của mặt trăng trong đêm, cả hai trở lại trạng thái bình thường khi đang ở sân sau nhà Nobita và cố gắng vào trong nhà, nhưng họ lại bị hoá thành tượng đá trở lại và được Doraemon cất vào túi thần kỳ.
Doraemi - em gái của Doraemon, phát hiện ra những bức tượng của Doraemon và Nobita trong túi thần kỳ của Doraemon trong quá khứ, và đó cũng chính là nguyên nhân gây ra cơn đau bụng của Doraemon. Cô sử dụng bảo bối để đưa chúng trở lại hình dạng bình thường. Sau đó, Doraemon và Nobita có kế hoạch sử dụng Tủ điện thoại yêu cầu của Doraemi để trở lại thế giới thực. Nhưng Nobita nhận ra rằng thế giới vẫn sẽ bị đe dọa ngay cả khi họ trở lại bình thường, vì vậy đã quyết định ở lại và tiếp tục chiến đấu với Quỷ Vương. Họ đến Hành tinh địa ngục một lần nữa để giải cứu bạn bè của họ.
Trong lúc đó, Medusa cũng đã lên đường phá hủy sức mạnh của Mặt Trăng (Mặt Trăng trước kia đã được tác giả của Văn tự cổ ban cho sức mạnh bảo vệ loài người khỏi phép thuật của yêu ma). Sau khi giải cứu cho các bạn còn lại và tiến sĩ Magettsu, nhóm Nobita liền bay đến Mặt Trăng. Nhưng quá muộn, Medusa đã phá hủy sức mạnh. Dòng sức mạnh tuôn ra mạnh mẽ đến mức phá hủy hình dạng ma quỷ của Medusa, cô ta bị biến hình và cả nhóm phát hiện ra rằng danh tính thực sự của Medusa chính là mẹ của Miyako, người đã từng bán linh hồn của mình cho quỷ dữ. Miyoko và Giáo sư Mangetsu vô cùng đau khổ khi biết  sự thật. Mẹ của Miyoko kể rằng linh hồn của cô đã bị lấy đi khi đối phó với Quỷ vương nên cô không thể tồn tại lâu trong hình dạng con người. Cô cũng tiết lộ rằng có một mặt trăng đỏ trên Hành tinh địa ngục, chính là trái tim của Quỷ vương. Đó chính là lý do tại sao những mũi tên bạc không giết được Quỷ vương. Sau đó cô ấy biến mất, trong khi Miyoko và cha than khóc. Cả nhóm trên tấm thảm bay sau đó chạy đua đến Hành tinh địa ngục đang đến gần nhằm tiêu diệt trái tim của Quỷ vương. Ban đầu điều đó gần như không thể thực hiện được vì đội quân quỷ quá đông và cả nhóm đều bị bao vây. Doraemon đột nhiên nảy ra một ý tưởng tuyệt vời và sử dụng Cánh cửa thần kỳ để đến gần trái tim của Quỷ vương. Doraemi đã dùng Đèn pin phóng to để làm cho phi tiêu bạc trở nên khổng lồ. Nobita bắn một mũi tên đã được phóng to, và do kích thước lớn nên chúng đã phá hủy trái tim, cùng với Hành tinh địa ngục và toàn bộ đội quân quỷ dữ. Khi mặt trăng đỏ rơi xuống cùng với cái chết của Đại quỷ vương Demaon, Ngôi sao Makai đã gây ra một vụ nổ lớn và biến mất. Sức mạnh của Mặt Trăng được phục hồi nhờ vòng cổ của Miyoko.
Trong phần ghi công cuối phim, cả nhóm quay trở lại Trái đất và xây dựng lại ngôi nhà của Miyoko. Miyoko chào tạm biệt cả nhóm. Ở thế giới thực, Miyoko, cha cô và toàn bộ trung tâm vũ trụ cảm thấy nhẹ nhõm khi thấy lỗ đen biến mất ngay trước khi đến Trái đất. Nobita đưa thế giới trở lại trạng thái bình thường, tại đó họ gần như quên đi mọi thứ về thế giới phép thuật và nghĩ rằng đó chỉ là một giấc mơ.
Sau phần ghi công cuối phim, Nobita cố gắng làm phép thuật để tốc váy của Shizuka và bất ngờ nhận được kết quả tương tự như khi cậu cố gắng làm phép trong thế giới phép thuật. Cậu nghĩ đó là do gió, và trên cây lại xuất hiện một chiếc chổi (khi họ dùng để trốn thoát khỏi Medusa), cho thấy mọi thứ đã thực sự xảy ra.

## Những điểm khác biệt so với phiên bản trước
Có sự xuất hiện mẹ của Miyoko và chi tiết mẹ Miyoko cứu con lúc còn nhỏ làm diễn biến anime này trở lên phức tạp và gay cấn hơn. Khác với trong  phiên bản trước, Jaian không được hát một lần nào cả vì không đi qua đảo có nàng tiên cá, nhóm bạn Nobita không đi qua thảo nguyên. Trong phiên bản mới, Miyoko bị hoá thành chuột trong khi ở phiên bản trước bị hoá thành mèo. Hình dạng của Miyoko và trái tim quỷ vương cũng khác. Nobita là người bắn mũi tên cuối cùng vào tim của tên Quỷ vương.

## Sản xuất
Bộ phim là sản phẩm của:
- Công ty Asatsu
- Fujiko Productions
- Hãng phim hoạt hình Shin Ei
- Nhà xuất bản Shogakukan
- TV Asahi

### Phân vai
| Nhân vật             | Diễn viên lồng tiếng | Diễn viên lồng tiếng |
| Nhân vật             | Nhật Bản             | Việt Nam             |
| -------------------- | -------------------- | -------------------- |
| Doraemon             | Mizuta Wasabi        | Thùy Tiên            |
| Nobita               | Ohara Megumi         | Anh Tuấn             |
| Shizuka              | Kakazu Yumi          | Ngọc Châu            |
| Jaian                | Kimura Subaru        | Quốc Tín             |
| Suneo                | Seki Tomokazu        | Minh Vũ              |
| Dorami               | Chiaki               | Huyền Chi            |
| Miyoko               | Aibu Saki            | Khánh Vân            |
| Tiến sĩ Magetsu      | Koumoto Junichi      | Trần Vũ              |
| Medusa               | Hisamoto Misami      | Kim Phước            |
| Sewashi              | Matsumoto Sachi      | Hoàng Sơn            |
| Dekisugi             | Hagino Shihoko       | Kiêm Tiến            |
| Thầy Giáo            | Takagi Wataru        | Chơn Nhơn            |
| Mẹ của Nobita        | Mitsuishi Kotono     | Minh Chuyên          |
| ba của Nobita        | Matsumoto Yasunori   | Bá Nghị              |
| Miyoko (khi còn nhỏ) | Matsumoto Tamaki     | Tuyết Nhung          |
| Demaon               | Ginga Banjou         | Tất My Ly            |

## Nhạc nền
Toàn bộ phần nhạc được soạn bởi Sawada Kan. Năm 2010, kỉ niệm 30 năm công chiếu phim điện ảnh Doraemon, các bài hát được tổng hợp đưa vào album "Doraemon Soundtrack History" chung với các đoạn nhạc nền trong các bộ phim khác.
| STT | Nhan đề                                                | Thời lượng |
| --- | ------------------------------------------------------ | ---------- |
| 1.  | "Moshimo Mahō ga Tsukaetara" (もしも魔法が使えたら)    | 1:07       |
| 2.  | "Ochite Kita Sekizō" (落ちてきた石像)                  | 1:21       |
| 3.  | "Yami no Ō Demaon" (闇の王デマオン)                    | 1:40       |
| 4.  | "Mahō no Sekai e" (魔法の世界へ)                       | 0:59       |
| 5.  | "Chinkarahoi!" (チンカラホイ!)                         | 1:32       |
| 6.  | "Akuma to no Torihiki" (悪魔との取り引き)              | 1:19       |
| 7.  | "Demaon to Medusa" (デマオンとメドューサ)              | 2:02       |
| 8.  | "Jukai no Mori no Dragon" (樹海の森のドラゴン)         | 1:22       |
| 9.  | "Makaisei e Shuppatsu!" (魔界星へ出発!)                | 2:07       |
| 10. | "Tsukiyo no Henshin" (月夜の変身)                      | 1:07       |
| 11. | "Dorami-chan no Himitsu Dōgu" (ドラミちゃんの秘密道具) | 0:53       |
| 12. | "Mogura Tebukuro" (もぐら手袋)                         | 0:53       |
| 13. | "Shinden e" (神殿へ)                                   | 0:57       |
| 14. | "Muteki no Maō" (無敵の魔王)                           | 1:53       |
| 15. | "Akai Tsuki o Mezashite" (赤い月をめざして)            | 2:25       |
| 16. | "Kanashimi no saikai" (悲しみの再会)                   | 0:40       |
| 17. | "Demaon o yattsukero!" (デマオンをやっつけろ!!)        | 1:44       |